# Аријадна (царица)
Елија Аријадна (око 450—515.) је била византијска царица, супруга царева Зенона (474-475, 476-491) и Анастасија I (491-518). 

## Породица
Аријадна је била ћерка Лава I и Елије Верине. Њена мајка је била сестра Василиска. Аријадна је имала млађу сестру, Леонтију. Она је најпре верена за цезара Патрикија, сина Аспара. Ова веридба је вероватно поништена када је Аспар и још један од његових синова, Арбадур, страдао 471. године. Леонтија се потом удала за Маркијана, сина цара Антемија. Пар је водио неуспешну побуну против Зенона 478-9. године. Прогнани су у Изаурију након гушења устанка. Аријаднин млађи брат непознатог имена рођен је 463. године, а умро је после пет месеци. Једини извор о њему јесте Житије Данила Столпника и хороскоп Реторијуса. 

## Долазак на власт
Аријадна је рођена пре Маркијанове смрти (владао између 450. и 457). Јануара 457. године Маркијан је подлегао гангрени. Надживела га је ћерка Марција Еуфемија и зет Антемије. Трибун Лав проглашен је за цара уз подршку Аспара, магистер милитума. Лава је 7. фебруара 457. године крунисао патријарх Анатолије Цариградски. То је прво крунисање од стране патријарха. Аријадна је постала члан царске породице. Лав је 461. године основао Екскубиторе као противтежу германским војницима под Аспаром. Припадници ове војске бирани су из редова ратоборних Исавријанаца. Године 466. Тарасикодиса, сиријски официр Екскубиторе, иступа са доказима да је Арбадур, Аспаров син, крив за издају. Скандал је изазвао раздор у односима Лава и Аспара. Савез између Тарасикодиса и Лава запечаћен је 467. године браком између официра и Аријадне. Њен супруг је, како би био прихватљив за римско становништво, променио име у Зенон. Њихов једини син, Лав II, рођен је у наредних годину дана. Аспар и Арбадур убијени су у Цариградској палати по налогу цара Лава. Зенон је био главни присталица Лавове политике у византијској војсци. Аријаднин син проглашен је за цезара (престолонаследника) октобра 473. године. Лав I је умро 18. јануара 474. године од дизентерије. Његов унук је преузео власт у држави. Пошто је био малолетан, Аријадна и њена мајка су га наговорили да Зенона прихвати за савладара (9. фебруар 474). Лав се разболео и умро 17. новембра те је Зенон постао једини цар. Аријадна је постала царица. 

## Царица
Нови цар није био нарочито популаран због свог варварског порекла. Поред тога, готски војсковођа и командант, утицајни Теодорих Страбон, био је против новог цара који је желео смањити зависност од готских војника. Против Зенона се на крају окреће и сиријски официр Ил. Василиск и Верина искористили су ситуацију да организују заверу против свога зета. Побуна је избила у Цариграду 475. године. Устанак су подржали Теодорих Страбон, Ил и Арматије, који преузимају контролу над престоницом. Верина је убедила Зенона да напусти град. Василиск је 9. јануара проглашен за цара. Руља је убила готово све Изауријце у граду. 
Василиск временом окреће против себе своје кључне сараднике, укључујући и саму Верину која је намеравала да на престо постави магистер официорума Патрикија, свог љубавника. Ил и Арматије подржавали су непријатељство између цара и магистер официорума. Ил и Арматије пребегли су на страну Зенона 476. године. Зенон је августа предузео опсаду Цариграда. Уз њега је стао и готски војсковођа Теодорих Амал (касније познат као Теодорих Велики). Сенат је Зенону отворио капије. Василиск је свргнут, а Зенон се вратио на престо. Аријадна је поново постала царица. 
Аријадна је 479. године дошла у сукоб са својим мужем око судбине своје мајке Верине. Верина је покушала да убије Ила, али је пала у његово заробљеништво. Аријадна је настојала да издејствује њено ослобођење, најпре код Зенона, а потом код Ила. Ил је одбио. Дошао је у немилост Зенона који је сумњао у његову оданост, иако му је овај помогао да се врати на престо. Ил је цара понизио пркосећи његовој наредби да се пагански свештеник Пампремије, иначе Илов миљеник, прогна из Цариграда. Потом је дошло до покушаја атентата кога је наручила Верина, а према неким изворима сам Зенон. Ил је остао без уха. 
Аријадна је остала у браку са Зеноном до његове смрти 9. априла 491. године. Аријадна се удала за новог цара, Анастасија I (491-518), за кога се заузео Лонгин, Зенонов брат. Анастасије је за цара проглашен 11. априла, а венчање је обављено 20. маја. У браку са Аријадном није имао деце. Аријадна је умрла 415. године у Цариграду. Сахрањена је у цркви Светих Апостола. Анастасије је 518. године сахрањен поред ње. 